# Fußball-Club Bayern München 1999-2000
Questa voce raccoglie le informazioni riguardanti il Fußball-Club Bayern München nelle competizioni ufficiali della stagione 1999-2000.

## Stagione
Tra i movimenti durante la sessione estiva di calciomercato si segnalano l'arrivo di Paulo Sérgio dalla Roma e la partenza di Mario Basler, che invece si trasferisce al Kaiserslautern. Il Bayern comincia la stagione vincendo la Coppa di Lega, ed in seguito partecipa alla fase a gironi della Champions League; qui si classifica secondo alle spalle del Valencia poi finalista, ma riesce ad avanzare nella competizione. Intanto in Bundesliga la squadra prende il comando della classifica dalla decima giornata, mentre dopo la pausa invernale gioca la seconda fase a gruppi della Champions. Qui i tedeschi vincono il girone davanti al Real Madrid, sconfiggendo tra l'altro gli spagnoli sia in casa che in trasferta, ma entrambe le squadre avanzano alla fase ad eliminazione diretta; si incontrano nuovamente in semifinale e questa volta i Blancos, che poi conquisteranno la coppa, hanno la meglio. Nel frattempo in campionato il Bayern perde il comando della classifica, ed inizia un testa a testa con il Bayer Leverkusen che si conclude solo all'ultima giornata: prima degli ultimi novanta minuti i bavaresi sono tre punti indietro gli avversari, ma alla fine riescono a vincere il titolo grazie alla vittoria per 3-1 contro il Werder Brema, alla contemporanea sconfitta del Leverkusen contro l'Unterhaching per 2-0 e alla miglior differenza reti rispetto alle aspirine. Il Bayern vince anche la Coppa di Germania battendo in finale il Werder, e realizza così il double.

## Maglie e sponsor
| Casa | Trasferta | Terza divisa |  |

## Rosa
| N. |                     | Ruolo | Calciatore                  |
| -- | ------------------- | ----- | --------------------------- |
| 1  | Germania (bandiera) | P     | Oliver Kahn                 |
| 2  | Germania (bandiera) | D     | Markus Babbel               |
| 3  | Francia (bandiera)  | D     | Bixente Lizarazu            |
| 4  | Ghana (bandiera)    | D     | Samuel Kuffour              |
| 5  | Svezia (bandiera)   | D     | Patrik Andersson            |
| 6  | Germania (bandiera) | C     | Michael Wiesinger           |
| 7  | Germania (bandiera) | C     | Mehmet Scholl               |
| 8  | Germania (bandiera) | C     | Thomas Strunz               |
| 9  | Brasile (bandiera)  | A     | Giovane Élber               |
| 11 | Germania (bandiera) | C     | Stefan Effenberg (capitano) |
| 12 | Germania (bandiera) | P     | Sven Scheuer                |
| 13 | Brasile (bandiera)  | A     | Paulo Sérgio                |
| 15 | Polonia (bandiera)  | C     | Sławomir Wojciechowski      |
| 16 | Germania (bandiera) | C     | Jens Jeremies               |
| 17 | Germania (bandiera) | C     | Thorsten Fink               |

| N. |                                 | Ruolo | Calciatore          |
| -- | ------------------------------- | ----- | ------------------- |
| 18 | Germania (bandiera)             | C     | Michael Tarnat      |
| 19 | Germania (bandiera)             | A     | Carsten Jancker     |
| 20 | Bosnia ed Erzegovina (bandiera) | C     | Hasan Salihamidžić  |
| 21 | Germania (bandiera)             | A     | Alexander Zickler   |
| 22 | Germania (bandiera)             | P     | Bernd Dreher        |
| 23 | Germania (bandiera)             | D     | Frank Wiblishauser  |
| 24 | Paraguay (bandiera)             | A     | Roque Santa Cruz    |
| 25 | Germania (bandiera)             | D     | Thomas Linke        |
| 26 | Italia (bandiera)               | A     | Antonio Di Salvo    |
| 30 | Svezia (bandiera)               | D     | Nils-Eric Johansson |
| 31 | Rep. Ceca (bandiera)            | C     | David Jarolím       |
| 32 | Ghana (bandiera)                | C     | Emanuel Bentil      |
| 33 | Germania (bandiera)             | P     | Stefan Wessels      |
| 34 | Zambia (bandiera)               | C     | Andrew Sinkala      |
| 36 | Germania (bandiera)             | P     | Jan Schlösser       |

## Organigramma societario
Area direttiva
- Presidente:  Franz Beckenbauer

Area tecnica
- Allenatore: Ottmar Hitzfeld
- Allenatore in seconda: Michael Henke
- Preparatore dei portieri: Sepp Maier
- Preparatori atletici:

## Calciomercato

### Sessione estiva
| Acquisti | Acquisti          | Acquisti            | Acquisti |
| R.       | Nome              | da                  | Modalità |
| -------- | ----------------- | ------------------- | -------- |
| D        | Patrik Andersson  | Borussia M'gladbach |          |
| A        | Paulo Sérgio      | Roma                |          |
| A        | Roque Santa Cruz  | Olimpia             |          |
| C        | Andrew Sinkala    | Nchanga Rangers     |          |
| C        | Michael Wiesinger | Norimberga          |          |

| Cessioni | Cessioni      | Cessioni       | Cessioni |
| R.       | Nome          | a              | Modalità |
| -------- | ------------- | -------------- | -------- |
| C        | Mario Basler  | Kaiserslautern |          |
| A        | Ali Daei      | Hertha Berlino |          |
| D        | Thomas Helmer | Sunderland     |          |

### Sessione invernale
| Acquisti | Acquisti               | Acquisti  | Acquisti |
| R.       | Nome                   | da        | Modalità |
| -------- | ---------------------- | --------- | -------- |
| A        | Antonio Di Salvo       | Paderborn |          |
| C        | Sławomir Wojciechowski | Aarau     |          |

| Cessioni | Cessioni        | Cessioni       | Cessioni |
| R.       | Nome            | a              | Modalità |
| -------- | --------------- | -------------- | -------- |
| D        | Lothar Matthäus | N.Y. Red Bulls |          |

## Risultati

### Bundesliga

#### Girone di andata
| Arbitro: | Merk |

|                      |           |                         |
| Babbel 33’ Élber 90’ | Marcatori | 35’ N. Kovač 83’ Präger |

| Arbitro: | Berg |

|                          |           |  |
| Kirsten 79’ Neuville 85’ | Marcatori |  |

| Arbitro: | Aust |

|                |           |  |
| Santa Cruz 40’ | Marcatori |  |

| Arbitro: | Steinborn |

|             |           |                     |
| Osthoff 67’ | Marcatori | 7’ Tarnat 43’ Linke |

| Arbitro: | Heynemann |

|           |           |                       |
| Salou 20’ | Marcatori | 66’ Élber 80’ Kuffour |

| Arbitro: | Fröhlich |

|  |           |                    |
|  | Marcatori | 75’ (rig.) Balăkov |

| Arbitro: | Strampe |

|             |           |               |
| Wilmots 51’ | Marcatori | 90’ Effenberg |

| Arbitro: | Kemmling |

|                          |           |          |
| Élber 4’ Sérgio 17’, 61’ | Marcatori | 82’ Wosz |

| Arbitro: | Krug |

|  |           |                          |
|  | Marcatori | 52’ Santa Cruz 86’ Élber |

| Arbitro: | Jansen |

|                                                  |           |  |
| Élber 11’, 26’, 78’ Santa Cruz 15’ Wiesinger 89’ | Marcatori |  |

| Arbitro: | Merk |

|  |           |             |
|  | Marcatori | 44’ Jancker |

| Arbitro: | Dardenne |

|                                                                  |           |             |
| Jeremies 4’ Matthäus 12’ Sérgio 44’ Jancker 71’, 87’ Zickler 75’ | Marcatori | 14’ Sellimi |

| Arbitro: | Heynemann |

|           |           |  |
| Riedl 85’ | Marcatori |  |

| Arbitro: | Fandel |

|              |           |            |
| Jeremies 23’ | Marcatori | 50’ Kohler |

| Arbitro: | Kemmling |

|  |           |                                |
|  | Marcatori | 45’, 54’ Sérgio 64’ Santa Cruz |

| Arbitro: | Meyer |

|                              |           |             |
| Salihamidžić 27’, 58’ (rig.) | Marcatori | 5’ Labbadia |

| Arbitro: | Fröhlich |

|  |           |                        |
|  | Marcatori | 71’ Jancker 82’ Sérgio |

#### Girone di ritorno
| Amburgo 6 febbraio 2000, ore 20:00 CET 18ª giornata | Amburgo   | 0 – 0 referto | Bayern Monaco | Volksparkstadion (53 800 spett.)\| Arbitro: \| Heynemann \| |
| Arbitro:                                            | Heynemann |               |               |                                                             |

| Arbitro: | Merk |

|                                                         |           |             |
| Hoffmann 2’ (aut.) Effenberg 45’ Scholl 56’ Zickler 90’ | Marcatori | 65’ Ballack |

| Arbitro: | Kemmling |

|  |           |                       |
|  | Marcatori | 82’ Sérgio 90’ Scholl |

| Arbitro: | Koop |

|                                               |           |             |
| Sérgio 62’ Élber 68’ Lizarazu 77’ Zickler 87’ | Marcatori | 75’ Wolters |

| Arbitro: | Krug |

|                                              |           |                   |
| Zickler 34’, 63’ Sérgio 46’ (rig.) Élber 85’ | Marcatori | 49’ Reichenberger |

| Arbitro: | Aust |

|                         |           |  |
| Balăkov 50’ Lisztes 69’ | Marcatori |  |

| Arbitro: | Fröhlich |

|                                             |           |            |
| Kuffour 41’ Zickler 47’, 66’ Santa Cruz 68’ | Marcatori | 81’ Mpenza |

| Arbitro: | Fandel |

|           |           |              |
| Alves 76’ | Marcatori | 32’ Jeremies |

| Arbitro: | Zerr |

|                |           |                         |
| Élber 22’, 61’ | Marcatori | 20’ Djorkaeff 30’ Reich |

| Arbitro: | Steinborn |

|               |           |             |
| Juskowiak 60’ | Marcatori | 28’ Jancker |

| Arbitro: | Koop |

|                                                            |           |  |
| Scholl 20’ Sérgio 23’ (rig.) Jancker 63’ Wojciechowski 84’ | Marcatori |  |

| Arbitro: | Kemmling |

|                  |           |                               |
| K'obiashvili 11’ | Marcatori | 23’ Jancker 87’ (rig.) Scholl |

| Arbitro: | Fandel |

|            |           |                             |
| Scholl 29’ | Marcatori | 22’ Max 40’ (aut.) Jeremies |

| Arbitro: | Merk |

|  |           |                  |
|  | Marcatori | 30’ Salihamidžić |

| Arbitro: | Aust |

|                                      |           |           |
| Sérgio 58’, 80’ Élber 62’ Scholl 82’ | Marcatori | 18’ Agali |

| Arbitro: | Fröhlich |

|  |           |                                 |
|  | Marcatori | 28’ Salihamidžić 32’, 42’ Élber |

| Arbitro: | Merk |

|                            |           |          |
| Jancker 2’, 12’ Sérgio 16’ | Marcatori | 40’ Bode |

### Coppa di Germania
| Arbitro: | Fandel |

|           |           |                                       |
| Capin 61’ | Marcatori | 1’ Jancker 57’, 68’ Zickler 82’ Élber |

| Arbitro: | Aust |

|  |           |                                                  |
|  | Marcatori | 36’ Jeremies 80’ Zickler 84’ (rig.) Salihamidžić |

| Arbitro: | Strampe |

|                                                  |           |  |
| Herzberger 18’ (aut.) Jancker 63’ Santa Cruz 70’ | Marcatori |  |

| Arbitro: | Steinborn |

|                                 |           |                         |
| Santa Cruz 58’, 66’ Kuffour 76’ | Marcatori | 75’ Weilandt 82’ Wibrån |

| Arbitro: | Berg |

|  |           |                                 |
|  | Marcatori | 57’ Élber 83’ Sérgio 90’ Scholl |

### Coppa di Lega
| Arbitro: | Berg |

|                  |           |  |
| Wörns 66’ (aut.) | Marcatori |  |

| Arbitro: | Weber |

|            |           |                       |
| Seidel 56’ | Marcatori | 34’ Sérgio 43’ Tarnat |

### Champions League

#### Prima fase a gironi
| Arbitro: | Veissière |

|                 |           |              |
| Sérgio 11’, 69’ | Marcatori | 59’ Chochlov |

| Arbitro: | Wójcik |

|             |           |            |
| Albertz 22’ | Marcatori | 90’ Tarnat |

| Arbitro: | Cesari |

|          |           |            |
| Élber 6’ | Marcatori | 80’ Gerard |

| Arbitro: | Frisk |

|          |           |                      |
| Ilie 11’ | Marcatori | 18’ (rig.) Effenberg |

| Arbitro: | Durkin |

|                               |           |                |
| van Nistelrooij 39’ Nilis 57’ | Marcatori | 51’ Santa Cruz |

| Arbitro: | Pereira |

|                   |           |  |
| Strunz 33’ (rig.) | Marcatori |  |

#### Seconda fase a gironi
| Arbitro: | Braschi |

|                 |           |             |
| Skammelsrud 47’ | Marcatori | 10’ Jancker |

| Arbitro: | Dallas |

|                       |           |            |
| Jancker 6’ Sérgio 80’ | Marcatori | 50’ Rebrov |

| Arbitro: | Nielsen |

|                        |           |                                              |
| Morientes 25’ Raúl 48’ | Marcatori | 21’ Scholl 24’ Effenberg 39’ Fink 66’ Sérgio |

| Arbitro: | Jol |

|                                      |           |              |
| Scholl 4’ Élber 30’ Zickler 79’, 90’ | Marcatori | 69’ Helguera |

| Arbitro: | Trentalange |

|                              |           |           |
| Scholl 11’ Sérgio 40’ (rig.) | Marcatori | 64’ Carew |

| Arbitro: | Veissière |

|                             |           |  |
| K'aladze 34’ Demetradze 71’ | Marcatori |  |

#### Fase ad eliminazione diretta
| Arbitro: | Levnikov |

|            |           |            |
| Jardel 47’ | Marcatori | 80’ Sérgio |

| Arbitro: | Dallas |

|                      |           |            |
| Sérgio 15’ Linke 90’ | Marcatori | 90’ Jardel |

| Arbitro: | Frisk |

|                               |           |  |
| Anelka 4’ Jeremies 33’ (aut.) | Marcatori |  |

| Arbitro: | Poll |

|                       |           |            |
| Jancker 12’ Élber 54’ | Marcatori | 31’ Anelka |

## Statistiche

### Statistiche di squadra
| Competizione      | Punti | In casa | In casa | In casa | In casa | In casa | In casa | In trasferta | In trasferta | In trasferta | In trasferta | In trasferta | In trasferta | Totale | Totale | Totale | Totale | Totale | Totale | DR  |
| Competizione      | Punti | G       | V       | N       | P       | Gf      | Gs      | G            | V            | N            | P            | Gf           | Gs           | G      | V      | N      | P      | Gf     | Gs     | DR  |
| ----------------- | ----- | ------- | ------- | ------- | ------- | ------- | ------- | ------------ | ------------ | ------------ | ------------ | ------------ | ------------ | ------ | ------ | ------ | ------ | ------ | ------ | --- |
| Bundesliga        | 73    | 17      | 12      | 3       | 2       | 50      | 17      | 17           | 10           | 4            | 3            | 23           | 11           | 34     | 22     | 7      | 5      | 73     | 28     | +45 |
| Coppa di Germania | -     | 2       | 2       | 0       | 0       | 6       | 2       | 3            | 3            | 0            | 0            | 10           | 1            | 5      | 5      | 0      | 0      | 16     | 3      | +13 |
| Coppa di Lega     | -     | 1       | 1       | 0       | 0       | 1       | 0       | 1            | 1            | 0            | 0            | 2            | 1            | 2      | 2      | 0      | 0      | 3      | 1      | +2  |
| Champions League  | -     | 8       | 7       | 1       | 0       | 16      | 7       | 8            | 1            | 4            | 3            | 9            | 12           | 16     | 8      | 5      | 3      | 25     | 19     | +6  |
| Totale            | 73    | 28      | 22      | 4       | 2       | 73      | 26      | 29           | 15           | 8            | 6            | 44           | 25           | 57     | 37     | 12     | 8      | 117    | 51     | +66 |

### Andamento in campionato
| Giornata  | 1 | 2  | 3 | 4 | 5 | 6 | 7 | 8 | 9 | 10 | 11 | 12 | 13 | 14 | 15 | 16 | 17 | 18 | 19 | 20 | 21 | 22 | 23 | 24 | 25 | 26 | 27 | 28 | 29 | 30 | 31 | 32 | 33 | 34 |
| --------- | - | -- | - | - | - | - | - | - | - | -- | -- | -- | -- | -- | -- | -- | -- | -- | -- | -- | -- | -- | -- | -- | -- | -- | -- | -- | -- | -- | -- | -- | -- | -- |
| Luogo     | C | T  | C | T | T | C | T | C | T | C  | T  | C  | T  | C  | T  | C  | T  | T  | C  | T  | C  | C  | T  | C  | T  | C  | T  | C  | T  | C  | T  | C  | T  | C  |
| Risultato | N | P  | V | V | V | P | N | V | V | V  | V  | V  | P  | N  | V  | V  | V  | N  | V  | V  | V  | V  | P  | V  | N  | N  | N  | V  | V  | P  | V  | V  | V  | V  |
| Posizione | 4 | 15 | 9 | 5 | 4 | 4 | 5 | 4 | 4 | 1  | 1  | 1  | 1  | 1  | 1  | 1  | 1  | 1  | 1  | 1  | 1  | 1  | 1  | 1  | 1  | 1  | 2  | 2  | 1  | 2  | 2  | 2  | 2  | 1  |

Legenda:

Luogo: C = Casa; T = Trasferta. Risultato: V = Vittoria; N = Pareggio; P = Sconfitta.

### Statistiche dei giocatori
| Giocatore        | Bundesliga | Bundesliga | Bundesliga  | Bundesliga | Coppa di Germania | Coppa di Germania | Coppa di Germania | Coppa di Germania | Coppa di Lega | Coppa di Lega | Coppa di Lega | Coppa di Lega | Champions League | Champions League | Champions League | Champions League | Totale   | Totale | Totale      | Totale     |
| Giocatore        | Presenze   | Reti       | Ammonizioni | Espulsioni | Presenze          | Reti              | Ammonizioni       | Espulsioni        | Presenze      | Reti          | Ammonizioni   | Espulsioni    | Presenze         | Reti             | Ammonizioni      | Espulsioni       | Presenze | Reti   | Ammonizioni | Espulsioni |
| ---------------- | ---------- | ---------- | ----------- | ---------- | ----------------- | ----------------- | ----------------- | ----------------- | ------------- | ------------- | ------------- | ------------- | ---------------- | ---------------- | ---------------- | ---------------- | -------- | ------ | ----------- | ---------- |
| P. Andersson     | 16         | 0          | 1           | 0          | 5                 | 0                 | 0                 | 0                 | 2             | 0             | 0             | 0             | 9                | 0                | 0                | 0                | 32       | 0      | 1           | 0          |
| M. Babbel        | 26         | 1          | 3           | 1          | 4                 | 0                 | 0                 | 0                 | 2             | 0             | 0             | 0             | 11               | 0                | 2                | 0                | 43       | 1      | 5           | 1          |
| M. Basler        | 2          | 0          | 0           | 0          | 0                 | 0                 | 0                 | 0                 | 1             | 0             | 0             | 0             | 0                | 0                | 0                | 0                | 3        | 0      | 0           | 0          |
| A. Di Salvo      | 0          | 0          | 0           | 0          | 0                 | 0                 | 0                 | 0                 | 0             | 0             | 0             | 0             | 1                | 0                | 0                | 0                | 1        | 0      | 0           | 0          |
| B. Dreher        | 6          | 0          | 0           | 0          | 0                 | 0                 | 0                 | 0                 | 2             | 0             | 0             | 0             | 0                | 0                | 0                | 0                | 8        | 0      | 0           | 0          |
| S. Effenberg     | 27         | 2          | 9           | 0          | 5                 | 0                 | 2                 | 0                 | 1             | 0             | 0             | 0             | 11               | 2                | 2                | 0                | 44       | 4      | 13          | 0          |
| G. Élber         | 26         | 14         | 5           | 1          | 3                 | 2                 | 1                 | 0                 | 0             | 0             | 0             | 0             | 12               | 3                | 2                | 0                | 41       | 19     | 8           | 1          |
| T. Fink          | 26         | 0          | 5           | 0          | 4                 | 0                 | 0                 | 0                 | 2             | 0             | 0             | 0             | 11               | 1                | 0                | 0                | 43       | 1      | 5           | 0          |
| C. Jancker       | 23         | 9          | 4           | 0          | 3                 | 2                 | 0                 | 0                 | 2             | 0             | 0             | 0             | 12               | 3                | 1                | 0                | 40       | 14     | 5           | 0          |
| D. Jarolím       | 0          | 0          | 0           | 0          | 0                 | 0                 | 0                 | 0                 | 1             | 0             | 0             | 0             | 1                | 0                | 0                | 0                | 2        | 0      | 0           | 0          |
| J. Jeremies      | 30         | 3          | 9           | 0          | 4                 | 1                 | 2                 | 0                 | 0             | 0             | 0             | 0             | 10               | 0                | 3                | 1                | 44       | 4      | 14          | 1          |
| N. Johansson     | 0          | 0          | 0           | 0          | 0                 | 0                 | 0                 | 0                 | 0             | 0             | 0             | 0             | 1                | 0                | 0                | 0                | 1        | 0      | 0           | 0          |
| O. Kahn          | 27         | 0          | 2           | 0          | 5                 | 0                 | 0                 | 0                 | 0             | 0             | 0             | 0             | 13               | 0                | 0                | 0                | 45       | 0      | 2           | 0          |
| S. Kuffour       | 18         | 2          | 5           | 2          | 3                 | 1                 | 0                 | 0                 | 0             | 0             | 0             | 0             | 13               | 0                | 1                | 0                | 34       | 3      | 6           | 2          |
| T. Linke         | 27         | 1          | 1           | 0          | 1                 | 0                 | 0                 | 0                 | 2             | 0             | 1             | 0             | 11               | 1                | 0                | 0                | 41       | 2      | 2           | 0          |
| B. Lizarazu      | 22         | 1          | 4           | 0          | 1                 | 0                 | 0                 | 0                 | 0             | 0             | 0             | 0             | 10               | 0                | 2                | 0                | 33       | 1      | 6           | 0          |
| L. Matthäus      | 15         | 1          | 5           | 0          | 2                 | 0                 | 0                 | 0                 | 2             | 0             | 1             | 0             | 9                | 0                | 2                | 0                | 28       | 1      | 8           | 0          |
| H. Salihamidžić  | 30         | 4          | 8           | 0          | 5                 | 1                 | 3                 | 0                 | 2             | 0             | 1             | 0             | 16               | 0                | 0                | 0                | 53       | 5      | 12          | 0          |
| R. Santa Cruz    | 28         | 5          | 0           | 0          | 5                 | 3                 | 0                 | 0                 | 0             | 0             | 0             | 0             | 15               | 1                | 0                | 0                | 48       | 9      | 0           | 0          |
| S. Scheuer       | 0          | 0          | 0           | 0          | 0                 | 0                 | 0                 | 0                 | 0             | 0             | 0             | 0             | 0                | 0                | 0                | 0                | 0        | 0      | 0           | 0          |
| J. Schlösser     | 0          | 0          | 0           | 0          | 0                 | 0                 | 0                 | 0                 | 0             | 0             | 0             | 0             | 0                | 0                | 0                | 0                | 0        | 0      | 0           | 0          |
| M. Scholl        | 25         | 6          | 5           | 0          | 3                 | 1                 | 0                 | 0                 | 2             | 0             | 0             | 0             | 12               | 3                | 4                | 0                | 42       | 10     | 9           | 0          |
| P. Sérgio        | 28         | 13         | 1           | 0          | 5                 | 1                 | 0                 | 0                 | 2             | 1             | 0             | 0             | 13               | 7                | 0                | 0                | 48       | 22     | 1           | 0          |
| A. Sinkala       | 1          | 0          | 0           | 0          | 1                 | 0                 | 0                 | 0                 | 0             | 0             | 0             | 0             | 0                | 0                | 0                | 0                | 2        | 0      | 0           | 0          |
| T. Strunz        | 9          | 0          | 2           | 0          | 1                 | 0                 | 0                 | 0                 | 0             | 0             | 0             | 0             | 2                | 1                | 1                | 0                | 12       | 1      | 3           | 0          |
| M. Tarnat        | 26         | 1          | 4           | 0          | 3                 | 0                 | 1                 | 0                 | 2             | 1             | 0             | 0             | 10               | 1                | 2                | 0                | 41       | 3      | 7           | 0          |
| S. Wessels       | 2          | 0          | 0           | 0          | 0                 | 0                 | 0                 | 0                 | 0             | 0             | 0             | 0             | 3                | 0                | 0                | 0                | 5        | 0      | 0           | 0          |
| F. Wiblishauser  | 0          | 0          | 0           | 0          | 0                 | 0                 | 0                 | 0                 | 0             | 0             | 0             | 0             | 0                | 0                | 0                | 0                | 0        | 0      | 0           | 0          |
| M. Wiesinger     | 13         | 1          | 0           | 0          | 2                 | 0                 | 0                 | 0                 | 1             | 0             | 0             | 0             | 4                | 0                | 0                | 0                | 20       | 1      | 0           | 0          |
| S. Wojciechowski | 3          | 1          | 0           | 0          | 1                 | 0                 | 0                 | 0                 | 0             | 0             | 0             | 0             | 1                | 0                | 0                | 0                | 5        | 1      | 0           | 0          |
| A. Zickler       | 14         | 7          | 4           | 0          | 3                 | 3                 | 1                 | 0                 | 1             | 0             | 0             | 0             | 10               | 2                | 0                | 0                | 28       | 12     | 5           | 0          |